# طريق سريع مشجر

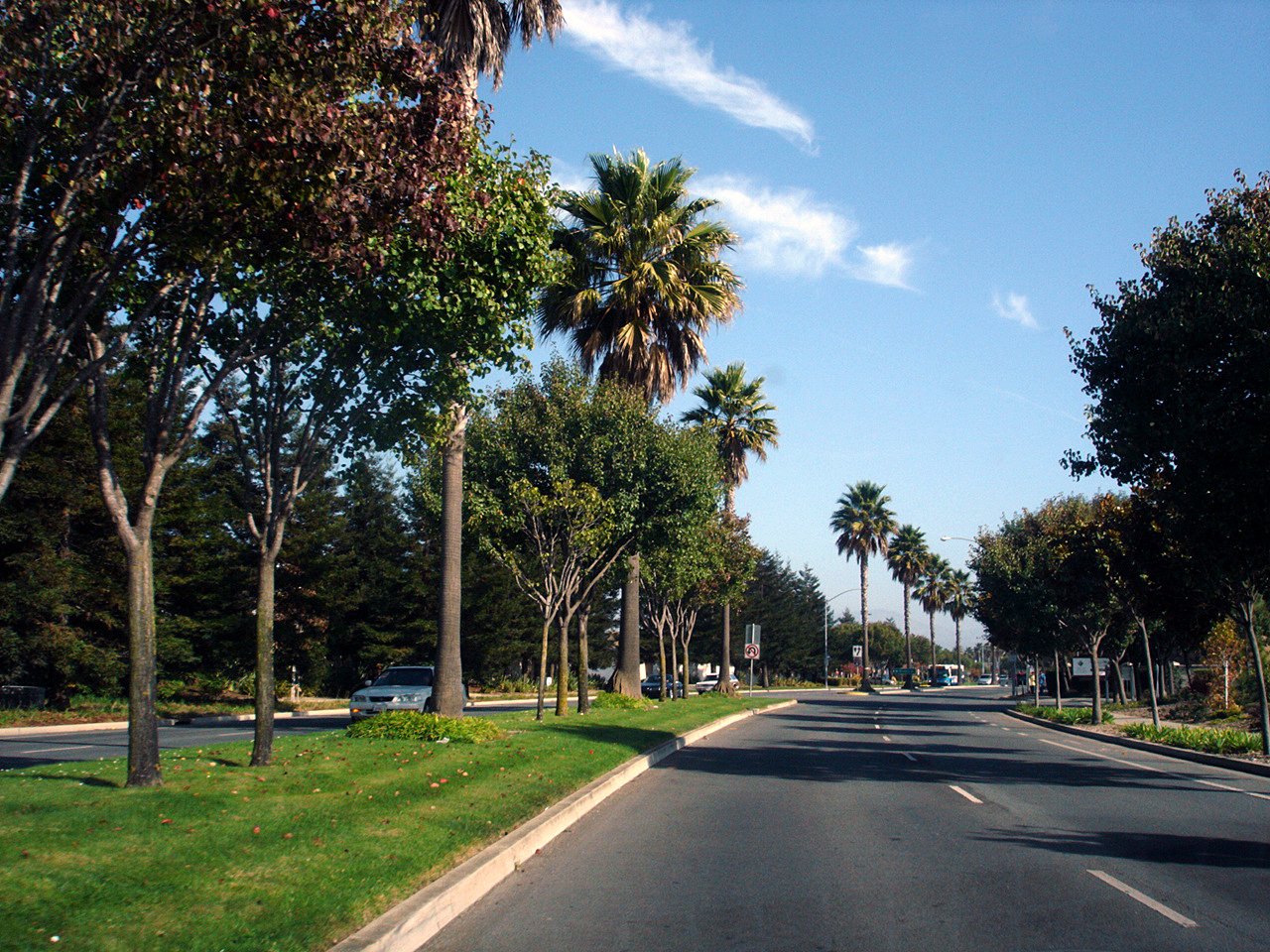
طريق هاردن المشجر في ساليناس، كاليفورنيا

الطريق المشجر هو المناظر الطبيعية للطريق. يستخدم المصطلح بشكل خاص للتعبير عن طريق في متنزه أو متصل بمتنزه يُستثنى منه الشاحنات والمركبات الثقيلة الأخرى. على مر السنين، تم تسمية العديد من أنواع الطرق الذمختلفة باسم الحدائق. يمكن استخدام المصطلح لوصف شوارع المدينة بأنها ضيقة مثل حارتين بمتوسط مناظر طبيعية أو انتكاسات واسعة أو كليهما.تم تطبيق المصطلح أيضًا على الطرق السريعة ذات المناظر الخلابة والطرق ذات الوصول المحدود بشكل عام. تطورت العديد من الممرات المخصصة أصلاً للقيادة ذات المناظر الخلابة والترفيهية إلى طرق حضرية رئيسية وطرق ركاب.

## الولايات المتحدة الأمريكية

### طرق ذات مناظر خلابة

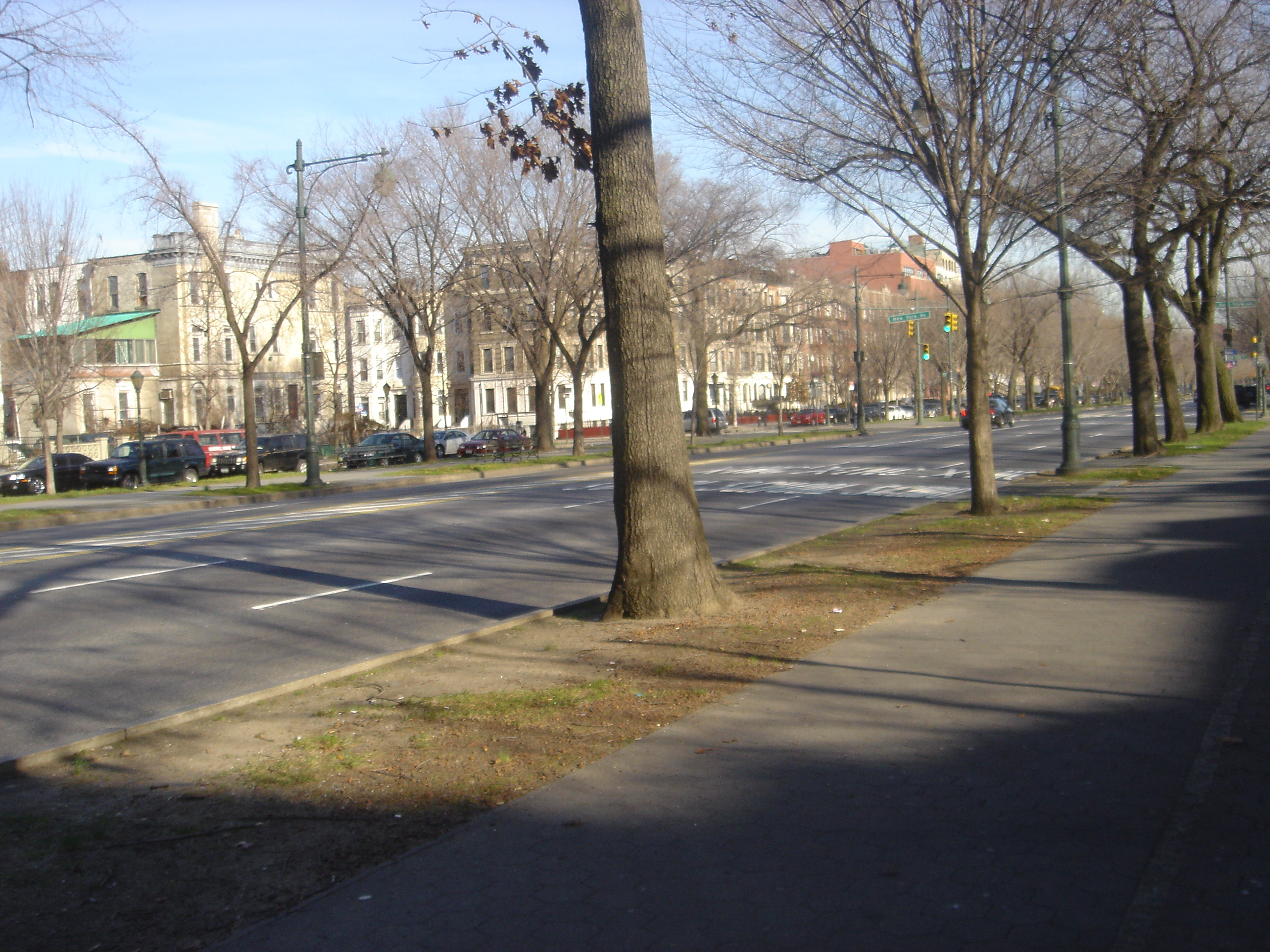
طريق بروكين المشجر أول طريق مشجر في العالم موجود في مدينة نيويورك

تم تطوير أول ممرات المتنزهات في الولايات المتحدة خلال أواخر القرن التاسع عشر من قبل مهندسي المناظر الطبيعية فريدريك لو أولمستيد وكالفيرت فو كطرق تفصل بين المشاة وراكبي الدراجات والفروسية وعربات الخيول، مثل الجانب الشرقي من الطريق المشجر، والتي يُنسب إليها باعتبارها الأولى في العالم، ومحيط الطرق المشجرة في مدينة نيويورك حي بروكلين. لقد صاغ كالفيرت فو وفريدريك لو أولمستد مصطلح «الطريق المشجر» لتعريف هذا النوع من الطرق في اقتراحهما لربط حدائق المدن والضواحي بـ «طرق الممتعة».
في بوفالو، نيويورك، استخدم أولمستد وفوكس ممرات متنزهات ذات مناظر طبيعية ونكسات لإنشاء أول نظام مترابط للمنتزهات والممرات في الولايات المتحدة. طريق بيدويل وطريق شابين هما شوارع مدينة بعرض 200 قدم مع حارة واحدة فقط للسيارات في كل اتجاه ويتوسطها منطقة واسعة ذات مناظر طبيعية توفر طريقًا لطيفًا ومظللًا إلى المنتزه وتكون بمثابة حدائق صغيرة داخل الحي.
تم تصميم ممرات متنزهات أخرى، مثل منتزه برسيديو بوليفارد في سان فرانسيسكو، كاليفورنيا، لخدمة أعداد أكبر من حركة المرور.

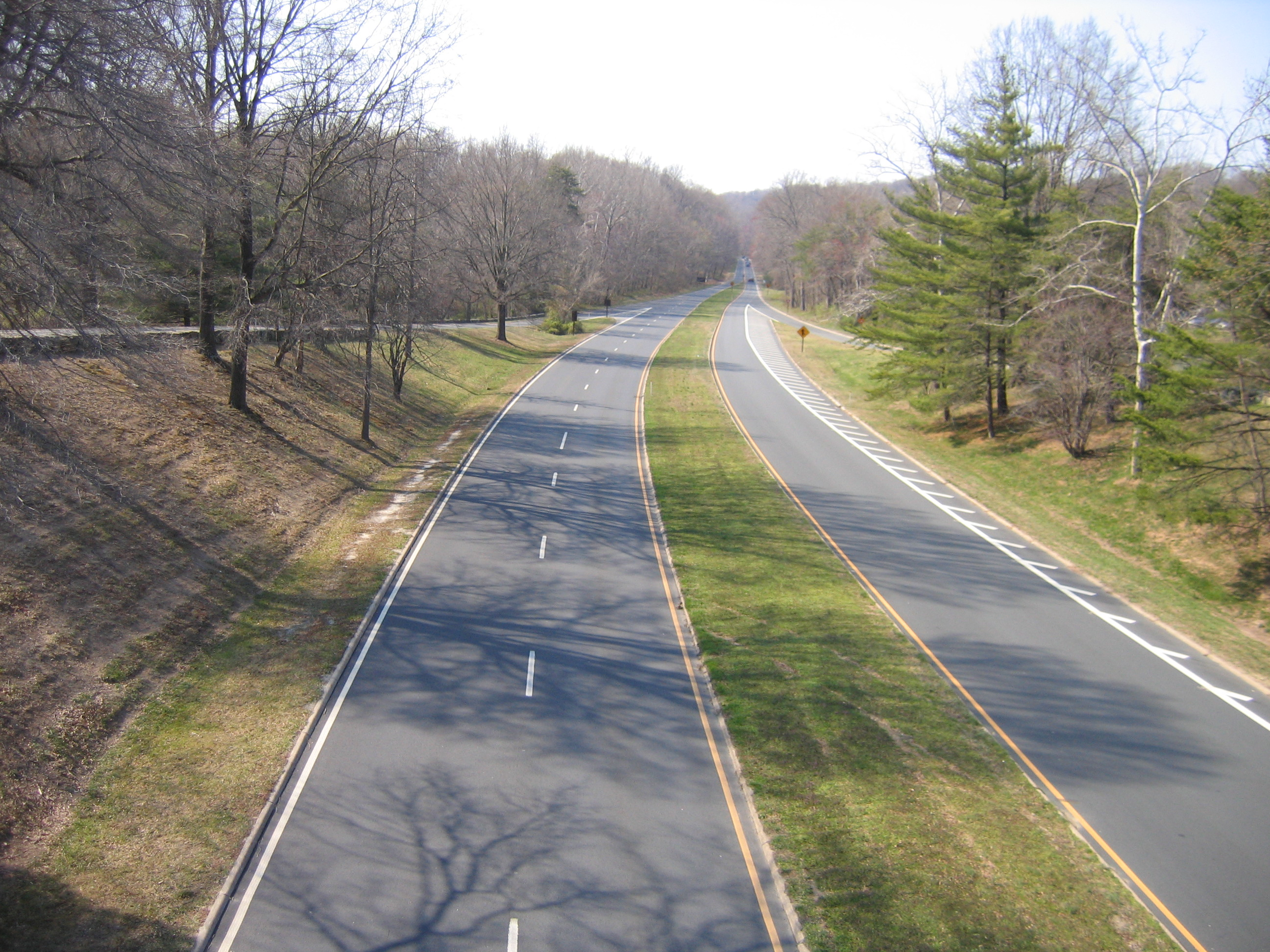
طريق كلارا بارتون, ماريلاند

خلال أوائل القرن العشرين، تم توسيع معنى الكلمة ليشمل طرقًا سريعة محدودة الوصول مصممة للقيادة الممتعة في السيارات مع المناظر الطبيعية. قدمت هذه الممرات في الأصل طرقًا ذات مناظر خلابة بدون مركبات بطيئة جدًا أو مركبات تجارية عند تقاطعات المنحدرات، أو حركة مرور المشاة. ومن الأمثلة على ذلك طريق ميريت المشجر في كونيتيكت وطريق فاندربيلت موتور في نيويورك. لكن نجاحهم أدى إلى مزيد من التطوير، وتوسيع حدود المدينة، وفي النهاية يحد من استخدام القيادة الترفيهية في الطرق المشجرة. وطريق أرويو سيكو بين وسط مدينة لوس انجليس وباسادينا، كاليفورنيا هي مثال على الجماليات الرعوية المفقودة. أصبحت هي وغيرها طرقًا رئيسية للتنقل، مع الاحتفاظ باسم «طرق مشجرة»

### الطرق السريعة المبكرة
في مدينة نيويورك، بدأ البناء على طريق لونغ آيلاند المشجر (طريق فاندربيلت) في عام 1906 والتخطيط لـ حافة نهر مشجرة في عام 1907. في العشرينات من القرن الماضي، نما نظام الطريق المشجر في منطقة مدينة نيويورك الحالية تحت إشراف روبرت موسيس رئيس مجلس ولاية نيويورك للمتنزهات ولجنة لونغ آيلاند بارك، الذين استخدموا الطرق المشجرة لإنشاء والوصول إلى حدائق الدولة، وخاصة لسكان المدن. بصفته مفوضًا لمنتزهات مدينة نيويورك تحت قيادة العمدة لاغوارديا، قام بتوسيع المتنزهات إلى قلب المدينة وإنشاء وربط حدائقها بأنظمة العاصمة الكبرى.
تم تصميم معظم المتنزهات الحالية في نيويورك بواسطة جيلمور كلارك. تم تصميم طريق ميريت المشجر الشهير «بوابة نيو إنجلاند» في كونيتيكت في ثلاثينيات القرن الماضي كبديل ممتع للسكان المحليين الأثرياء لطريق بوسطن بوست المزدحم، والذي يمر عبر الغابة مع تصميم كل جسر بشكل فريد لتعزيز المناظر الطبيعية. مثال آخر هو طريق سبرين بروك المشجر من أسفل مقاطعة ويستشيستر لتصبح تاكونيك ستيت إلى مدينة تشاثام، نيويورك. صمم مهندس المناظر الطبيعية جورج كيسلر أنظمة الطرق المشجرة واسعة النطاق لمدينة كانساس سيتي بولاية ميسوري، ممفيس، تينيسي، إنديانابوليس، ومدن أخرى في بداية القرن العشرين.

### طرق الصفقة الجديدة

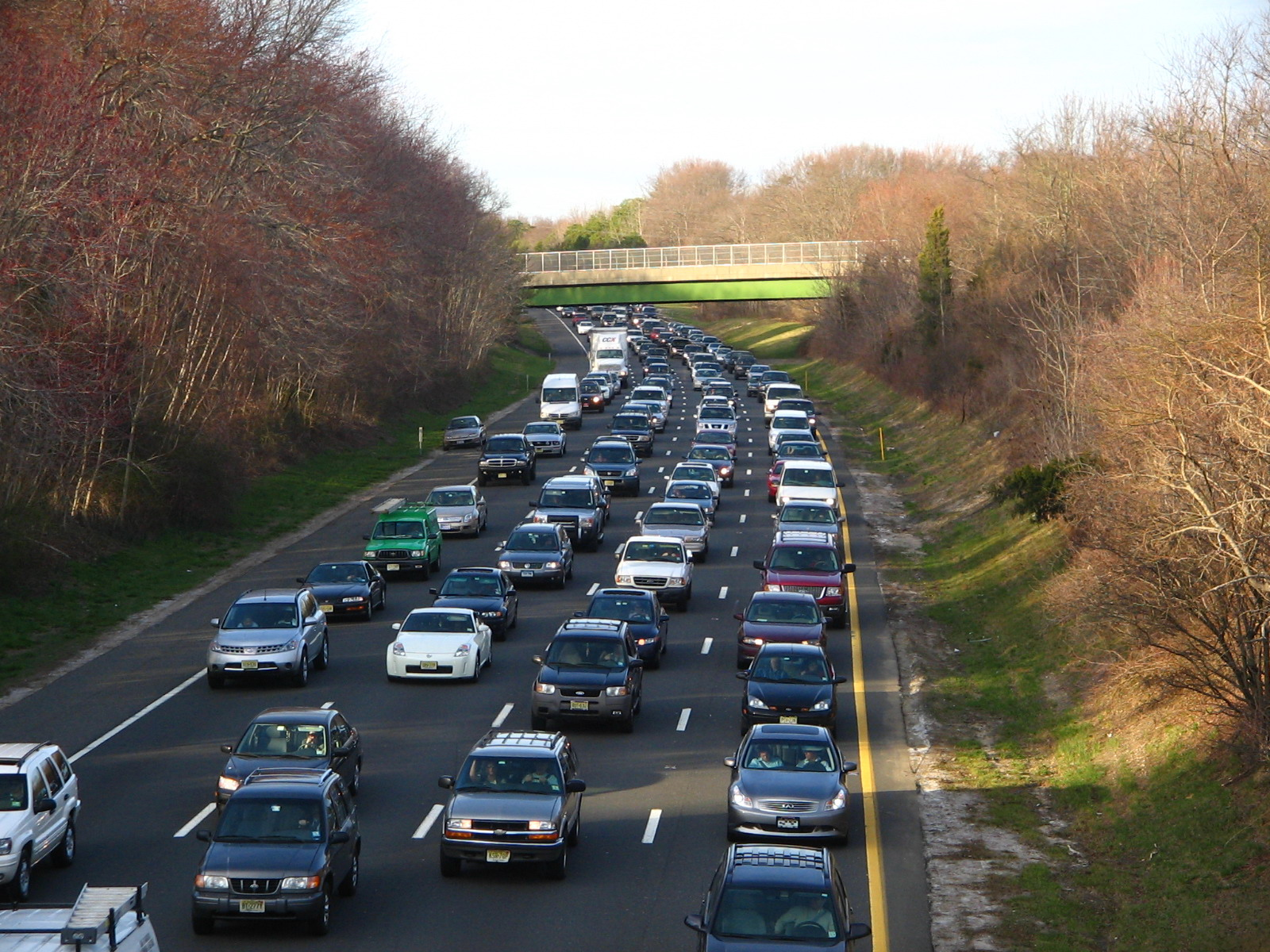
حركة مرور مزدحمة على طريق جاردن ستيت في مقاطعة مونماوث، نيو جيرسي، في منطقة نيويورك الحضرية، الولايات المتحدة. هذا أحد أكثر الطرق ازدحامًا في العالم.

في ثلاثينيات القرن الماضي، كجزء من الصفقة الجديدة، أنشأت الحكومة الفيدرالية الأمريكية حدائق وطنية مصممة للقيادة الترفيهية ولإحياء ذكرى المسارات والطرق التاريخية. هذه الممرات المقسمة ذات الأربعة حارات لها حدود سرعة أقل ويتم الحفاظ عليها من قبل خدمة الحديقة الوطنية. ومن الأمثلة على ذلك سيفليان كونسيرفيشن كوربس التي بنيت طريق بلو ريدج المشجر في جبال الأبلاش من ولاية كارولينا الشمالية وفرجينيا. البعض الآخر: سكايلاين درايف في فيرجينيا، وتتبع باركواي ناتشيز في ولاية ميسيسيبي، ألاباما، وتينيسي. وطريق كولونيال في منطقة المثلث التاريخي بشرق فيرجينيا. وشارع جورج واشنطن التذكاري المشجر وشارع كلارا بارتون ممتدة على طول نهر بوتوماك قرب واشنطن، والإسكندرية، فيرجينيا، شيدت خلال هذه الحقبة.

### ممرات ما بعد الحرب
في ولاية كنتاكي، يشير مصطلح «الطريق المشجر» إلى طريق سريع يمكن التحكم فيه في نظام طرق المشجرة، حيث تم بناء تسعة طرق في الستينيات والسبعينيات. كانت طرقًا برسوم حتى سداد سندات البناء؛ أصبحت آخر هذه الطرق لفرض رسوم المرور طرقًا سريعة في عام 2006.

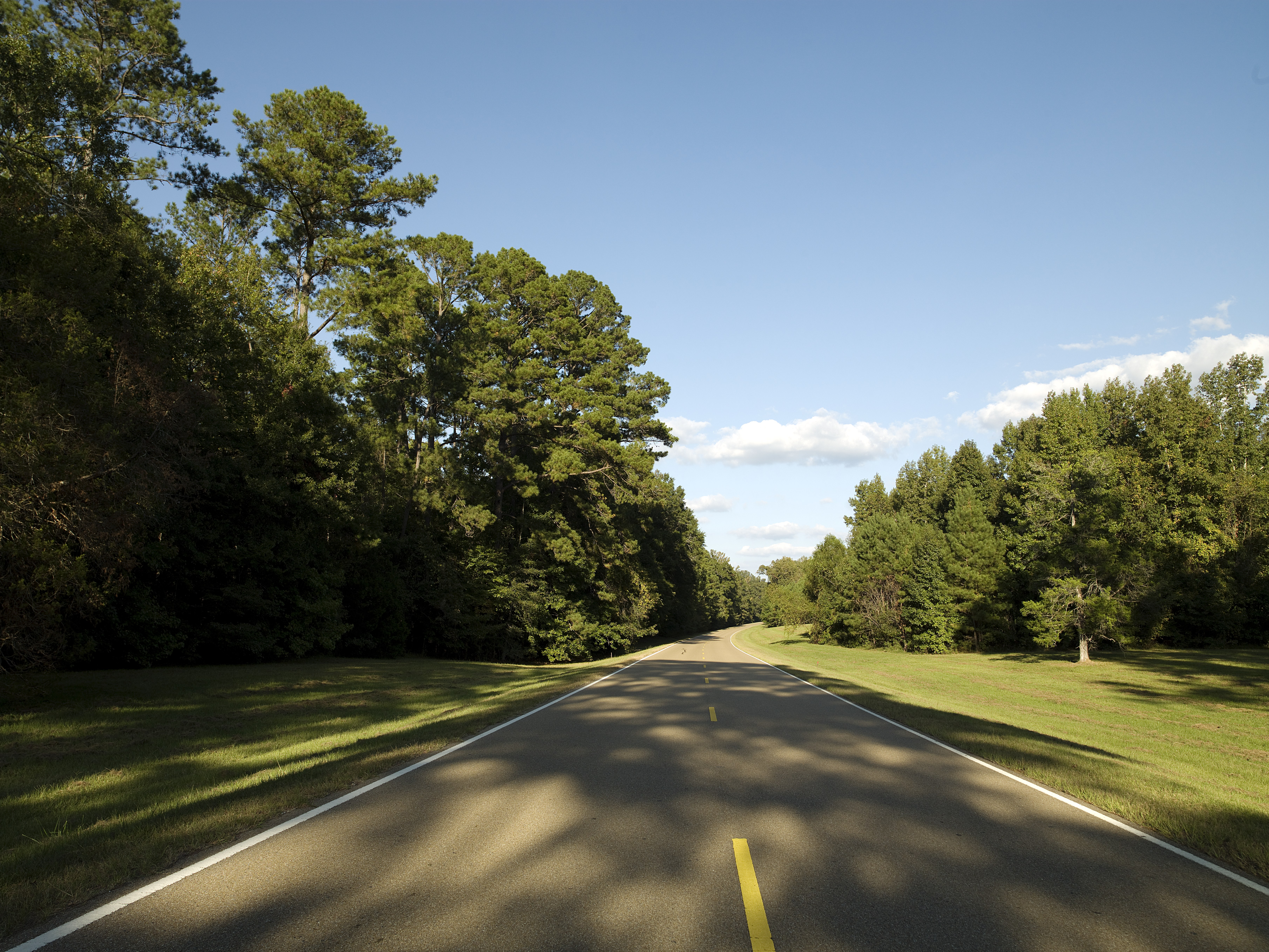
شارع ناتشيز تراك المشجر

كان طريق أرويو سيكو من باسادينا إلى لوس أنجلوس، الذي بني في عام 1940، هو الجزء الأول من نظام الطرق السريعة الواسع في جنوب كاليفورنيا. أصبح جزءًا من طريق الولاية 110 وتمت إعادة تسميته بالطريق السريع باسادينا. أعاد ترميم الطريق السريع في عام 2010 واعادة تسميته لطريق أرويو سيكو المشجر.
في منطقة نيويورك الحضارية، تعد طرق المتنزهات المعاصرة في الغالب طرقًا سريعة يتم التحكم فيها عن طريق الوصول إلى الطرق غير التجارية باستثناء الشاحنات والجرارات والمقطورات. من طريق لونغ ايلاند موتور المشجر الذي أصبح شارعًا سطحيًا، لا يوجد لديه قيود على الوصول الخاضع للرقابة أو قيود على المركبات غير التجارية يعتبر طريق باليساردز انتريستيت طريقًا متنزهًا بعد الحرب يبدأ في جسر جورج واشنطن ويتجه شمالًا عبر نيو جيرسي، ويصل بين مقاطعتا روكلاند وأورانج في نيويورك تم بناء طريق باليساد مما يتيح الطريق الصحيح من مدينة نيويورك إلى منتزه ولاية هاريمان.
في نيو جيرسي، يقتصر طريق طريق ولاية جاردن المشجر، الذي يربط الجزء الشمالي من الولاية مع جيرسي شور على الحافلات وحركة المرور غير التجارية شمال تقاطع الطريق 18، ولكن يُسمح بالشاحنات جنوب هذه النقطة. إنه أحد أكثر الطرق ازدحامًا في البلاد.
في منطقة بيتسبرغ، يشار إلى اثنتين من الطرق السريعة الرئيسية بشكل غير رسمي باسم الطرق المشجرة. يربط شرق الطريق المشجر (I-376، رسميًا طريق بين لينكولن) وسط مدينة بيتسبرغ بمونروفيل، بنسلفانيا. يمر غرب الطريق (I-376) عبر نفق فورت بيت ويربط وسط المدينة بمطار بيتسبيرغ الدولي، والمتجه جنوبًا I-79، إمبراطورية بنسلفانيا، والمتجه غربًا من الولايات المتحدة 22/US 30. يربط شمال الطريق (I-279) وسط المدينة بـ منتزه فرانكلين، بنسلفانيا.
في ضواحي فيلادلفيا، الولايات المتحدة الأمريكية طريق 202 يتبع في الصف شارع التوافق المعروفة باسم «الولايات المتحدة الأمريكية طريق 202» بين مونتجومريفيل ودولستوون. يتنوع عرض الممر من مسارين إلى أربعة حارات، وجوانب الشارع بعرض 5 أقدام (1.5 متر)، ومسار مشي بطول 12 قدمًا (3.7 مترًا) يسمى طريق تريل على الجانب، والحد الأقصى للسرعة هي 40 ميلاً في الساعة (64 كم/ساعة). تم افتتاح الطريق المشجر في عام 2012 كتجاوز لقسم 202 أمريكي بين المدينتين، تم اقتراحه في الأصل كطريق سريع مكون من أربعة حارات قبل قطع التمويل عن الطريق.

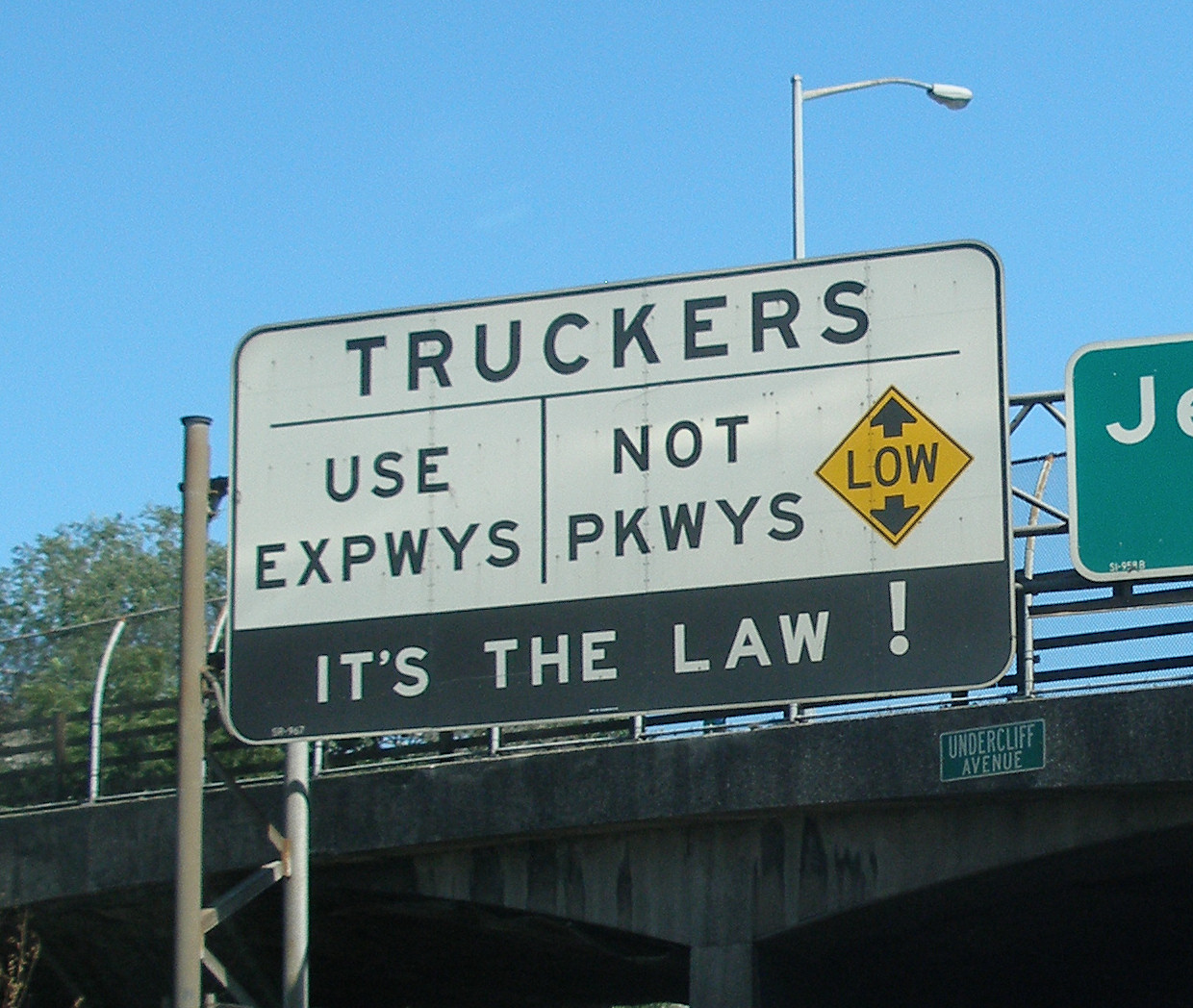
قم بإبلاغ سائقي الشاحنات بأنه من غير القانوني لسياراتهم استخدام الطريق المشجر في مدينة نيويورك

في مينيابوليس، يحتوي نظام التجوال بين المناظر الخلابة على 50 ميلاً (80 كم) من الشوارع المخصصة كممرات متنزه. هذه ليست طرق سريعة. لديهم حد سرعة بطيء يبلغ 25 ميلاً في الساعة (40 كم/ساعة) ومعابر المشاة وعلامات التوقف.
في سينسيناتي، تعد المتنزهات طرقًا رئيسية يُحظر على الشاحنات استخدامها. بعض ممرات سينسيناتي المشجرة، مثل شارع كولومبيا المشجر، هي طرق عالية السرعة ومحدودة الوصول، في حين أن البعض الآخر، مثل شارع سنترال، هي طرق حضارية متعددة المسارات بدون تحكم في الوصول. يحمل شارع كولومبيا حركة مرور US-50 من وسط المدينة باتجاه ضواحي الجانب الشرقي من ماريمونت وأندرسون وميلفورد، وهو طريق وصول محدود من وسط المدينة إلى قرية ماريمونت.

## كندا
تستخدم «الطرق المشجرة» في أسماء العديد من الطرق الكندية، بما في ذلك الطرق الرئيسية عبر المتنزهات الوطنية، والطرق ذات المناظر الخلابة، والشوارع الحضارية الرئيسية، وحتى الطرق السريعة العادية التي تحمل حركة مرور تجارية.
تدار الطرق المشجرة في منطقة العاصمة الوطنية من قبل منطقة العاصمة الوطنية (كندا). ومع ذلك، يتم تسمية البعض منهم «القيادة» أو «الممر».

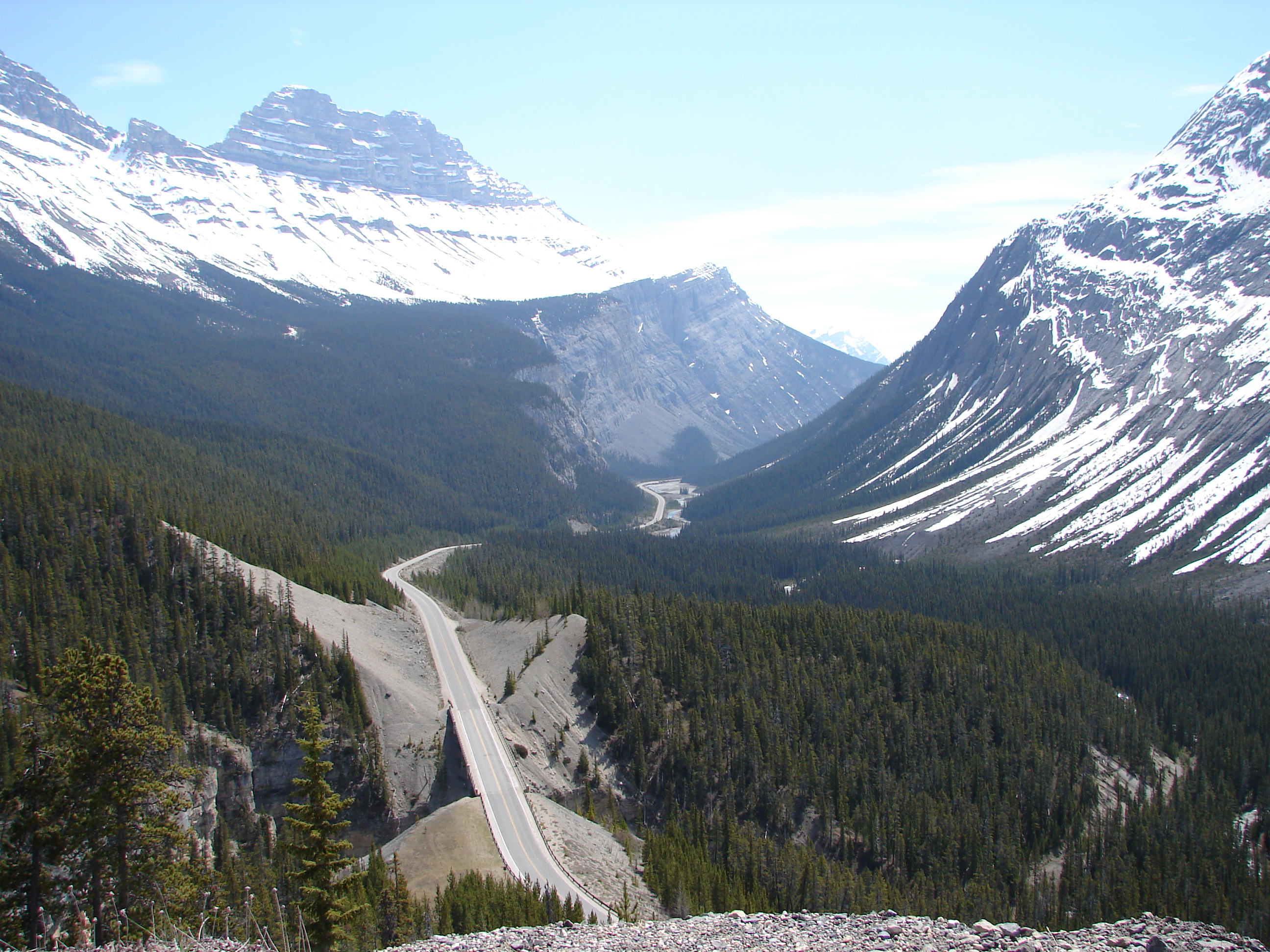
طريق وإيسيفيلدس المشجر يمر عبر جبال روكي الكندية في حديقة جاسبر الوطنية وحديقة بانف الوطنية.

يُطبق المصطلح في كندا أيضًا على المسارات متعددة الاستخدامات والطرق الخضراء التي يستخدمها المشاة وراكبو الدراجات.
- مطار باركواي (أوتاوا).
- الطيران باركواي (أوتاوا).
- كولونيل باي درايف في أوتاو، أونتاريو.
- شارع كونستوجا المشجر في كيتشنر، أونتاريو.
- شارع دون فالي المشجر في تورنتو، أونتاريو.
- شارع إميل كولب المشجر في بولتون، أونتاريو.
- طريق إيرين ميلز المشجر في ميسيسوجا، أونتاريو.
- طريق فورست هيلز المشجر في هاليفاكس، نوفا سكوشا.
- طريق هانلون السريع في جيلف، أونتاريو.
- شارع أيس فيلدز المشجر في ألبرتا.
- منتزه آيلاند درايف في أوتاوا، أونتاريو.
- طريق لوزونالمشجر في وندسور، أونتاريو.
- طريق لينكولن إم ألكسندر المشجر في هاميلتون، أونتاريو.
- طريق نياجرا المشجر في جنوب أونتاريو.
- طريق أوجيبواي المشجر في وندسور، أونتاريو.
- طريق الملكة إليزابيث في أوتاو، أونتاريو.
- طريق ريد هيل فالي المشجر في هاميلتون، أونتاريو.
- طريق السير جون إيه ماكدونالد المشجر في شرق أونتاريو.
- طريق في سانت جونز ونيوفاوندلاند ولابرادور.
- ألف جزيرة باركواي في شرق أونتاريو.

## المملكة المتحدة

### بيتربورو
يوجد في مدينة بيتربورو طرق تحمل علامة «ممرات متنزهات» توفر طرقًا للكثير من خلال حركة المرور وحركة المرور المحلية. الغالبية منها ذات مسارين، والعديد من تقاطعاتها مرقمة. تشكل خمسة ممرات رئيسية طريق دائري خارجي مداري. ثلاثة متنزهات تخدم المستوطنات.

### بليموث
في مدينة بليموث، يُطلق على الطريق السريع A38 «الطريق المشجر» ويقسم حزامًا ريفيًا لمنطقة السلطة المحلية، والذي يتزامن مع المركز الجغرافي، لها تقاطعين للدخول إلى وسط المدينة.

## أستراليا

### إقليم العاصمة الأسترالية
في إقليم العاصمة الأسترالية يستخدم مصطلح «الطريق المشجر» للإشارة إلى الطرق على مستوى يعادل تقريباً ما من شأنه أن يعين على أنها «السريع» أو «الطريق السريع» في مجالات أخرى. تحتوي الطرق المشجرة عمومًا على ممرات متعددة في كل اتجاه من اتجاهات السفر، ولا توجد تقاطعات (يتم الوصول إلى مفترقات الطرق عن طريق التقاطعات)، وحدود السرعة العالية، وهي ذات تصميم مزدوج للمسار (أو بها حواجز تصادم عالية في الوسط).

### فيكتوريا
تستخدم فيكتوريا مصطلح «طريق مشجر» للإشارة أحيانًا إلى طرق الوصول المحلية الأصغر التي تنتقل عبر الحدائق. على عكس الاستخدامات الأخرى للمصطلح، فإن هذه المتنزهات ليست طرقًا عالية السرعة ولكنها قد لا تزال تتمتع بدرجة معينة من الوصول المحدود.

## بلدان أخرى

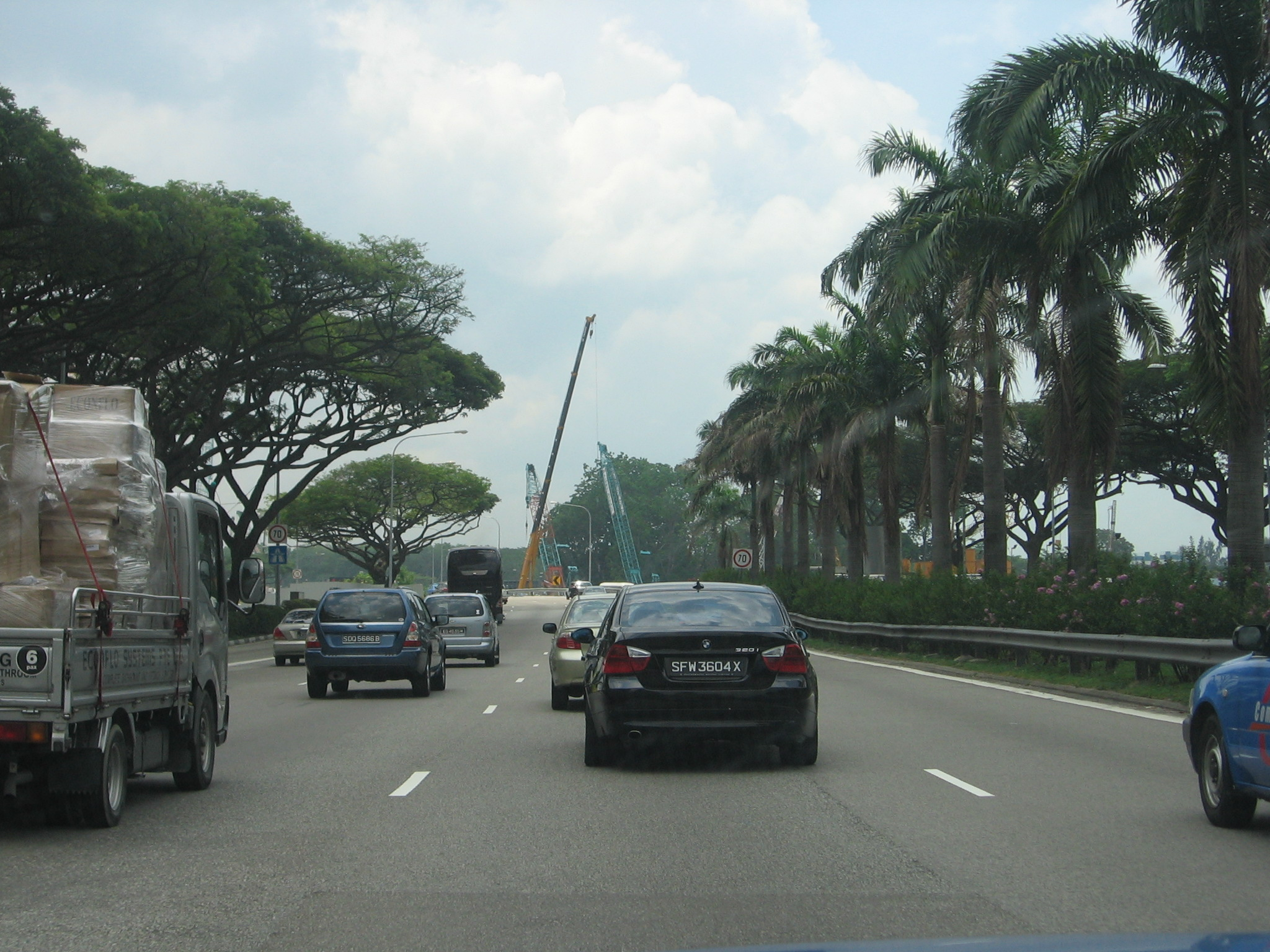
طريق سنغافورة إيست كوست المشجر

تستخدم سنغافورة مصطلح «الطريق المشجر» كبديل لمصطلح «طريق سريع». على هذا النحو، تعد الممرات أيضًا طرقًا مزدوجة ذات حدود وتقاطعات عالية السرعة. على الساحل الشرقي طريق مشجر حاليا [2002 ] الطريق السريع الوحيد في سنغافورة الذي يستخدم هذه المصطلحات.
في روسيا، يشار إلى الطرق الطويلة والواسعة (متعددة المسارات) والمزينة باسم المحققين .